# فرودگاه ناسان
فرودگاه ناسان (به انگلیسی: Nà Sản Airport) (به زبان بومی: Sân bay Nà Sản) یک فرودگاه همگانی با کد یاتا SQH است که یک باند فرود سنگفرش دارد و طول باند آن ۲۴۰۹ متر است. این فرودگاه در کشور ویتنام قرار دارد و در ارتفاع ۶۶۹ متری از سطح دریا واقع شده‌است.